# Falsters Virke
Falsters Virke er en af tre tilflugtsborge fra jernalderen på Lolland og Falster. Det antages at borgene skulle beskytte befolkningen i tilfælde af angreb fra syd og øst over Østersøen.
Borgen på Falster har været kendt i mange år. Ud fra stednavneforekomsterne i området har man sluttet, at der er tale om det 'virke' der er omtalt i Saxos Danmarkshistorie i forbindelse med krigene mod venderne i 1158, men med udgravningerne af Trygge Slot på bakkekammen vest for Virket Sø, der begyndte i 2016, er der blevet sået tvivl om, hvorvidt det er det ene eller det andet anlæg, der skal opfattes som det egentlige "Falsters Virke". Hans Stiesdal mente, at virket i Hannenov Skov måtte være ældre end det, Saxo refererede til.
Tilflugtsborgen ligger mellem landsbyerne Tingsted og Virket nordøst for Nykøbing Falster på grænsen mellem Falsters Nørre Herred og Falsters Sønder Herred. Mod nord er den beskyttet af Tingsted Å og Virket Lyng, som er et større moseområde samt af Virket Sø, områder, der tidligere var næsten uigennemtrængelige. Mod syd findes så volden, hvoraf ca. halvdelen endnu er meget synlig. Hvor volden krydser Virketvej, står en mindesten.
I 2010 producerede Tv2 øst programserien En God Historie med historikeren Kåre Johannessen, der er museumsinspektør på Middelaldercentret. Episoden "Falsters virket" handlede om Falsters Virke, hvor Johannessen besøgte dele af anlægget sammen med Sille Roulund.